# Sóviet Supremo de la República Socialista Soviética de Moldavia
El Sóviet Supremo de la República Socialista Soviética de Moldavia (en moldavo: Совиетул Супрем ал РСС Молдовеняскэ, romanizado: Sovietul Suprem al RSS Moldovenească; en ruso: Верховный Совет Молдавской ССР, romanizado: Verkhovnyy Sovet Moldavskoy SSR) fue el sóviet Supremo (mayor órgano legislativo) de la República Socialista Soviética de Moldavia, una de las repúblicas constituyentes de la Unión Soviética, de 1941 a 1991, y más tarde, de la república independiente de Moldavia, de 1991 a 1993. Las últimas elecciones del Sóviet Supremo de la República Socialista Soviética de Moldavia se celebraron en 1990 y se eligieron 371 diputados.

## Estructura

### Presídium
El presídium era el órgano con funciones legislativas encargado de dirigir al Sóviet Supremo durante los periodos entre sesiones de este. Los miembros de este eran elegidos por los diputados al inicio de cada convocatoria. Sus funciones eran convocar las sesiones del Sóviet Supremo, interpretar las leyes, otorgar títulos honoríficos y condecoraciones, relevar y designar a ministros locales a propuesta del Presidente del Consejo de Ministros, entre otras. Estaba formado por un presidente, un vicepresidente, un secretario y 9 miembros ordinarios. 

### Diputados
Los diputados del Sóviet Supremo de la RSS de Moldavia eran electos sobre la base de sufragio universal, igual y directo en votación secreta por ciudadanos mayores de 18 años, en proporción de un diputado por cada 10,000 habitantes.

## Facultades
El Sóviet Supremo de la República Socialista Soviética de Moldavia elegía un Presídium responsable ante él, y también formaba al Gobierno; elegía al Consejo de Ministros de la República Socialista Soviética de Moldavia, y a la Corte Suprema de la República Socialista Soviética de Moldavia. También los diputados eligieron a los jefes de los comités ejecutivos locales y parcialmente a sus diputados, el estado mayor de mando de los distritos militares ubicados en el territorio de la RSS de Moldavia.
Los deberes del Sóviet Supremo también consistían en:
- Modificar la Constitución de la República Socialista Soviética de Moldavia y adoptar nuevas versiones;
- Publicar y aprobar los planes económicos nacionales y el presupuesto estatal de la república;
- Supervisar el estado y la gestión de las empresas subordinadas a la Unión y supervisarlas.

La forma principal de la actividad del Sóviet Supremo eran las sesiones, que el Presídium convocaba dos veces al año. Asimismo, ante solicitud del Presídium o a solicitud de un tercio de los diputados, se podían convocar sesiones extraordinarias y solemnes (dedicadas a fechas destacadas). El Sóviet Supremo formaba comisiones permanentes y temporales. Las leyes fueron aprobadas por mayoría de votos de los diputados que participaron en la reunión del Sóviet Supremo.

## Convocatorias
| Convocatoria      | Periodo   |
| ----------------- | --------- |
| I Convocatoria    | 1941-1946 |
| II Convocatoria   | 1947-1950 |
| III Convocatoria  | 1951-1954 |
| IV Convocatoria   | 1955-1959 |
| V Convocatoria    | 1959-1962 |
| VI Convocatoria   | 1963-1966 |
| VII Convocatoria  | 1967-1970 |
| VIII Convocatoria | 1971-1974 |
| IX Convocatoria   | 1975-1979 |
| X Convocatoria    | 1980-1984 |
| XI Convocatoria   | 1985-1989 |
| XII Convocatoria  | 1990-1991 |

## Presidentes delPresídiumdel Sóviet Supremo de la RSS de Moldavia
| Imagen | Imagen | Nombre                        | Inicio                  | Fin                     | Partido político  |
| ------ | ------ | ----------------------------- | ----------------------- | ----------------------- | ----------------- |
|        |        | Fiódor Brovko (1904-1960)     | 10 de febrero de 1941   | 26 de marzo de 1951     | Partido Comunista |
|        |        | Ion Codiță (1899-1980)        | 28 de marzo de 1951     | 3 de abril de 1963      | Partido Comunista |
|        |        | Kirill Ilyashenko (1915-1980) | 3 de abril de 1963      | 10 de abril de 1980     | Partido Comunista |
|        |        | Iván Calin (1935-2012)        | 19 de abril de 1980     | 24 de diciembre de 1985 | Partido Comunista |
|        |        | Alexandru Mocanu (1934-2018)  | 24 de diciembre de 1985 | 29 de julio de 1989     | Partido Comunista |
|        |        | Mircea Snegur (1940-2023)     | 29 de julio de 1989     | 17 de abril de 1990     | Partido Comunista |

## Presidentes del Sóviet Supremo de la RSS de Moldavia
| Imagen | Imagen | Nombre                             | Inicio                  | Fin                     | Partido político  |
| ------ | ------ | ---------------------------------- | ----------------------- | ----------------------- | ----------------- |
|        |        | Nikita Salogor (1901-1982)         | 8 de febrero de 1941    | 13 de mayo de 1947      | Partido Comunista |
|        |        | Macarie Radul (1910-1971)          | 13 de mayo de 1947      | 26 de marzo de 1951     | Partido Comunista |
|        |        | Semión Cojuhari (1904-1985)        | 26 de marzo de 1951     | 17 de abril de 1959     | Partido Comunista |
|        |        | Iósif Vartician (1910-1982)        | 17 de abril de 1959     | 3 de abril de 1963      | Partido Comunista |
|        |        | Andréi Lupan (1912-1992)           | 3 de abril de 1963      | 11 de abril de 1967     | Partido Comunista |
|        |        | Sergiu Rădăuțanu (1926-1998)       | 11 de abril de 1967     | 14 de julio de 1971     | Partido Comunista |
|        |        | Artiom Lazarev (1914-1999)         | 14 de julio de 1971     | 10 de abril de 1980     | Partido Comunista |
|        |        | Pável Boțu (1933-1987)             | 10 de abril de 1980     | 29 de marzo de 1985     | Partido Comunista |
|        |        | Mihail Lupaşcu (1928-2016)         | 29 de marzo de 1985     | 12 de julio de 1986     | Partido Comunista |
|        |        | Ion Constantin Ciobanu (1927-2001) | 12 de julio de 1986     | 17 de abril de 1990     | Partido Comunista |
|        |        | Mircea Snegur (1940-2023)          | 27 de abril de 1990     | 3 de septiembre de 1990 | Partido Comunista |
|        |        | Alexandru Moșanu (1932-2017)       | 3 de septiembre de 1990 | 3 de febrero de 1993    | Partido Comunista |